# Laver Cup 2022
Der Laver Cup 2022 war ein Tennisturnier der Herren, das vom 23. bis 25. September 2022 in der O2 Arena in London ausgetragen wurde.
Titelverteidiger war das Team Europa, das alle vier bisherigen Ausgaben gewinnen konnte. Diese Auflage wurde zum ersten Mal von Team World gewonnen. Im Zuge des Rücktritts des Schweizers Roger Federer als Aktiver erhielt das Turnier ein erhöhtes Medienecho. Er spielte am ersten Turniertag ein Doppel zusammen mit Rafael Nadal, das die beiden nach einem vergebenen Matchball bei 9:8 im Matchtiebreak mit 6:4, 6:7, 9:11 verloren.

## Spielerauswahl
Roger Federer und Rafael Nadal gaben als erste Spieler am 3. Februar 2022 ihre Teilnahme bekannt. Am 17. Juni 2022 gaben Félix Auger-Aliassime, Taylor Fritz und Diego Schwartzman als erste ihre Teilnahme im Weltteam bekannt. Am 29. Juni verkündete Andy Murray seine Premierenteilnahme im Team Europa. Am 22. Juli wurde die Teilnahme von Novak Đoković als 4. Spieler im Team Europa verkündet. Am 2. August wurde Jack Sock als Teilnehmer des Weltteams verkündet. Am 10. August wurden mit Casper Ruud und Stefanos Tsitsipas die letzten Teilnehmer des Team Europa bekannt gegeben. Am 25. August entschied sich Kapitän John McEnroe das Weltteam durch John Isner und Alex de Minaur zu komplettieren. Nach der Absage von John Isner wurde Frances Tiafoe als Ersatz für ihn nachnominiert.
Erstmals traten die „Big Three“ (Roger Federer, Rafael Nadal und Novak Đoković) bei einem Laver Cup gemeinsam an; diese drei Spieler haben (mit einer 41-wöchigen Unterbrechung durch Andy Murray) im Zeitraum 2. Februar 2004 bis 27. Februar 2022 die Nummer 1 der Herren-Weltrangliste untereinander ausgemacht und haben von 2004 bis 2022 zusammen 62 der 75 in diesem Zeitraum ausgetragenen Grand Slam Turniere gewonnen (Wimbledon 2020 wurde wegen Covid-19 abgesagt, und Federers erster Wimbledon Sieg war bereits im Jahr 2003).

## Teilnehmer
| Team Europa                  | Team Europa |
| ---------------------------- | ----------- |
| Kapitän: Björn Borg          |             |
| Vize-Kapitän: Thomas Enqvist |             |
| Spieler                      | Rang 1      |
| Casper Ruud                  | 2           |
| Rafael Nadal                 | 3           |
| Stefanos Tsitsipas           | 6           |
| Novak Đoković                | 7           |
| Andy Murray                  | 43          |
| Roger Federer                | –           |
| Matteo Berrettini            | 15          |
| Cameron Norrie               | 8           |

| Team Welt                     | Team Welt |
| ----------------------------- | --------- |
| Kapitän: John McEnroe         |           |
| Vize-Kapitän: Patrick McEnroe |           |
| Spieler                       | Rang 1    |
| Taylor Fritz                  | 12        |
| Félix Auger-Aliassime         | 13        |
| Diego Schwartzman             | 17        |
| Frances Tiafoe                | 19        |
| Alex de Minaur                | 22        |
| John Isner                    | 42        |
| Jack Sock                     | 128       |
| Tommy Paul                    | 29        |

|  | Rückzug                                                                               |
|  | Ersatzspieler                                                                         |
|  | vom Turnier zurückgezogen nach einem vollendeten Spiel (durch Reservespieler ersetzt) |
|  | Reservespieler                                                                        |

## Ergebnisse
| Ergebnisse und Entwicklung der Punkte im Verlauf des Turniers | Ergebnisse und Entwicklung der Punkte im Verlauf des Turniers | Ergebnisse und Entwicklung der Punkte im Verlauf des Turniers | Ergebnisse und Entwicklung der Punkte im Verlauf des Turniers | Ergebnisse und Entwicklung der Punkte im Verlauf des Turniers | Ergebnisse und Entwicklung der Punkte im Verlauf des Turniers | Ergebnisse und Entwicklung der Punkte im Verlauf des Turniers | Ergebnisse und Entwicklung der Punkte im Verlauf des Turniers | Ergebnisse und Entwicklung der Punkte im Verlauf des Turniers | Ergebnisse und Entwicklung der Punkte im Verlauf des Turniers |
| Tag                                                           | Spiel                                                         | Modus                                                         | für Team Europa                                               | für Team Welt                                                 | Resultat                                                      | Punkte Europa                                                 | Punkte Welt                                                   | gesamt Europa                                                 | gesamt Welt                                                   |
| ------------------------------------------------------------- | ------------------------------------------------------------- | ------------------------------------------------------------- | ------------------------------------------------------------- | ------------------------------------------------------------- | ------------------------------------------------------------- | ------------------------------------------------------------- | ------------------------------------------------------------- | ------------------------------------------------------------- | ------------------------------------------------------------- |
| 1                                                             | 1                                                             | Einzel                                                        | Casper Ruud                                                   | Jack Sock                                                     | 6:4, 5:7, [10:7]                                              | 1                                                             | –                                                             | 1                                                             | 0                                                             |
| 1                                                             | 2                                                             | Einzel                                                        | Stefanos Tsitsipas                                            | Diego Schwartzman                                             | 6:2, 6:1                                                      | 1                                                             | –                                                             | 2                                                             | 0                                                             |
| 1                                                             | 3                                                             | Einzel                                                        | Andy Murray                                                   | Alex de Minaur                                                | 7:5, 3:6, [7:10]                                              | –                                                             | 1                                                             | 2                                                             | 1                                                             |
| 1                                                             | 4                                                             | Doppel                                                        | Roger Federer Rafael Nadal                                    | Jack Sock Frances Tiafoe                                      | 6:4, 6:72, [9:11]                                             | –                                                             | 1                                                             | 2                                                             | 2                                                             |
| 2                                                             | 1                                                             | Einzel                                                        | Matteo Berrettini                                             | Félix Auger-Aliassime                                         | 7:611, 4:6, [10:7]                                            | 2                                                             | –                                                             | 4                                                             | 2                                                             |
| 2                                                             | 2                                                             | Einzel                                                        | Cameron Norrie                                                | Taylor Fritz                                                  | 1:6, 6:4, [8:10]                                              | –                                                             | 2                                                             | 4                                                             | 4                                                             |
| 2                                                             | 3                                                             | Einzel                                                        | Novak Đoković                                                 | Frances Tiafoe                                                | 6:1, 6:3                                                      | 2                                                             | –                                                             | 6                                                             | 4                                                             |
| 2                                                             | 4                                                             | Doppel                                                        | Matteo Berrettini Novak Đoković                               | Alex de Minaur Jack Sock                                      | 7:5, 6:2                                                      | 2                                                             | –                                                             | 8                                                             | 4                                                             |
| 3                                                             | 1                                                             | Doppel                                                        | Matteo Berrettini Andy Murray                                 | Félix Auger-Aliassime Jack Sock                               | 6:2, 3:6, [8:10]                                              | –                                                             | 3                                                             | 8                                                             | 7                                                             |
| 3                                                             | 2                                                             | Einzel                                                        | Novak Đoković                                                 | Félix Auger-Aliassime                                         | 3:6, 6:73                                                     | –                                                             | 3                                                             | 8                                                             | 10                                                            |
| 3                                                             | 3                                                             | Einzel                                                        | Stefanos Tsitsipas                                            | Frances Tiafoe                                                | 6:1, 6:711, [8:10]                                            | –                                                             | 3                                                             | 8                                                             | 13                                                            |
| 3                                                             | 4                                                             | Einzel                                                        | Casper Ruud                                                   | Taylor Fritz                                                  | nicht gespielt                                                | nicht gespielt                                                | nicht gespielt                                                | nicht gespielt                                                | nicht gespielt                                                |